# Skype Qik
Skype Qik — сервис обмена видеосообщениями от Skype, созданный на базе технологий стартапа Qik. Сервис Skype Qik доступен на смартфонах и некоторых планшетах Android, iOS и Windows Phone. Пользователи сервиса обмениваются короткими видеопосланиями друг с другом или группами.
Qik был совместим примерно со 140+ мобильными телефонами. Видео Qik можно публиковать на многочисленных сервисах, включая Ovi Share, Facebook через Facebook Connect, Twitter, Livestream, 12secondstv, YouTube, Blogger, Seesmic, Tumblr, WordPress, Digg, StumbleUpon, Del.icio.us, MySpace и Technorati. Видео также можно публиковать непосредственно на веб-сайте Qik или встраивать на веб-страницу для живых или предварительно записанных видео.
Skype Qik был запущен 14 октября 2014 года.
Поддержка была прекращена в 2016 году.

## Компания Qik
Ранее компания Qik предлагала услуги по видеохостингу для мобильных телефонов, а также по двухсторонним видеоконференциям и потоковому видеовещанию с телефонов в интернет. Qik — стартап из Кремниевой Долины (штаб-квартира в Redwood City, штат Калифорния, дополнительный офис в Зеленограде, под Москвой), запустивший первую версию сервиса в декабре 2007 года. Исходное приложение Qik было совместимо с полутора сотнями моделей телефонов.
6 января 2011 года на CES Skype анонсировал покупку Qik за 150 миллионов долларов.